# Sparta (Wisconsin)
Sparta település az Amerikai Egyesült Államok Wisconsin államában, Monroe megyében, melynek megyeszékhelye is. Lakosainak száma 10 025 fő (2020. április 1.).

## Népesség
A település népességének változása:

| 2010 | 9 522  |
| 2020 | 10 025 |